# Тара Росандић
Тара Росандић (Загреб, 2. фебруар 1988) хрватска је глумица. Најпознатија је по улози Соње Лончар у ТВ серији Чиста љубав, а такође је позната и по улози Марте Фијан у ТВ серији Под сретном звијездом.

## Филмографија
| Год.       | Назив                     | Улога       |
| ---------- | ------------------------- | ----------- |
| 2007.      |                           |             |
| 2007.      | Заувијек сусједи          | Јасна       |
| 2009.      | Моћ монтаже               |             |
| 2011.      | Под сретном звијездом     | Марта Фијан |
| 2011.      |                           | Унука       |
| 2014.      | Косац                     | Маја        |
| 2015.      | Звиздан                   | Петра       |
| 2015.      | Живот је труба            | Конобарица  |
| 2015.      | Народни херој Љиљан Видић | Старлета    |
| 2017-2018. | Чиста љубав               | Соња Лончар |
| 2017.      | Почивали у миру           | Лана Урем   |
| 2018.      | Погрешан човек            | Тина        |
| 2020-2022. | Благо нама                | Ана Павић   |
| 2023.      | Сан снова                 | Ирина Вокић |